# Hat-trick
El hat-trick o hat trick és el terme esportiu d'origen anglès amb què es coneix la consecució de tres acompliments determinats. El més conegut és el d'un jugador que, en un mateix partit, marca tres gols.

## Esports diversos
El seu origen sembla remuntar-se al criquet l'any 1878, primer cop que es va premiar amb un barret ("hat" en anglès) un llançador que va aconseguir eliminar tres batedors de manera consecutiva. En aquest esport, i en altres, el requisit és que els "gols" siguin consecutius.
És un terme que té una utilitació molt àmplia, des del poker o l'Scrabble fins als dards o el ciclisme. En els esports de motor s'aplica quan un pilot aconsegueix, en una mateixa carrera, la pole position, la volta més ràpida i la victòria final.
En la majoria dels jocs professionals de pilota, el jugador que marca un hat-trick està autoritzat a endur-se la pilota del partit de record.

## En el futbol
En el futbol, un hat-trick ocorre quan un jugador marca tres gols en un partit, ja sigui en el temps reglamentari o en la pròrroga. Els gols de les sèries de penaltis de desempat no es computen per als hat tricks.
Alguns diuen que un hat-trick és "veritable", o "perfecte" si els gols són marcats amb ambdós peus i el cap (o menys comunament pel cap, amb el peu i amb un tir lliure o penal). La definició de hat-trick "veritable" més freqüent és quan els tres gols són marcats en la mateixa part del partit.
Una altra definició de hat trick "perfecte" és el denominat "flawless" (sense taca), també conegut com a "hat-trick alemany", on el golejador marca els tres gols en una mateixa part sense que ningú anoti entre el primer i el tercer gol.